# Velîka Snitînka, Fastiv
Velîka Snitînka (în ucraineană Велика Снітинка) este o comună în raionul Fastiv, regiunea Kiev, Ucraina, formată numai din satul de reședință.

## Demografie
Componența lingvistică a comunei Velîka Snitînka
     Ucraineană (95,7%)
     Rusă (3,24%)
     Alte limbi (0,54%)
Conform recensământului din 2001, majoritatea populației comunei Velîka Snitînka era vorbitoare de ucraineană (95,7%), existând în minoritate și vorbitori de rusă (3,24%).